# ييب مان (فلم)
ييب مان هو فيلم صيني تم إنتاجه عام 2008 وأخرجه ويلسون ييب، مثل في بطولته الممثل دوني ين. يروي الفيلم تاريخ حياة مدرب فنون القتال ييب مان الذي كان يدرب أسلوب الوينغ تشون. من بين تلاميذ هذا الرجل النجم الأكثر شهرة بروس لي.

## قصة الفيلم
الفيلم يحكي قصة رجل غني من الصين يدعى (ييب مان) وذلك في بداية عام 1935، و كان متزوجا وله ولد صغير، وكان يعشق الكونغ فو خاصة أسلوب الوينج تشون وكان يمارسه بصفة مستمرة ولكنه لا يهوى فكرة أن يكون مدربا أو متحديا لأحد أو التفاخر بالانتصار على أي شخص في القتال. يعرض الفيلم طريقة قتال وأخلاق مقاتل جدير بالاحترام. وسرعان ما يتغير حاله من شخص غني سعيد ومسالم إلى رجل فقيرا يقاتل من أجل كيس من الأرز، وذلك بسبب احتلال اليابان للصين (1939 – 1945) ويتحول الفيلم إلى الصراع بين الخير والشر . وأصبح من رجل مسالم إلى رجل مناضل ورمزا للصينيين البسطاء. الفيلم يعرض فنون قتالية لأشهر مدرب في الكونغ فو كما يعرض الصراع بين رمز الخير ورمز الشر والمعاناة التي كان يعانيها ييب مان.

## وصلات خارجية
- مقالات تستعمل روابط فنية بلا صلة مع ويكي بيانات
- الموقع الرسمي للفيلم باللغة الإنجليزية